# Mathieu Rosaz
Pour les articles homonymes, voir Rosaz.
Mathieu Rosaz, né le 18 mars 1975 dans le 8e arrondissement de Paris, est un auteur-compositeur-interprète français.

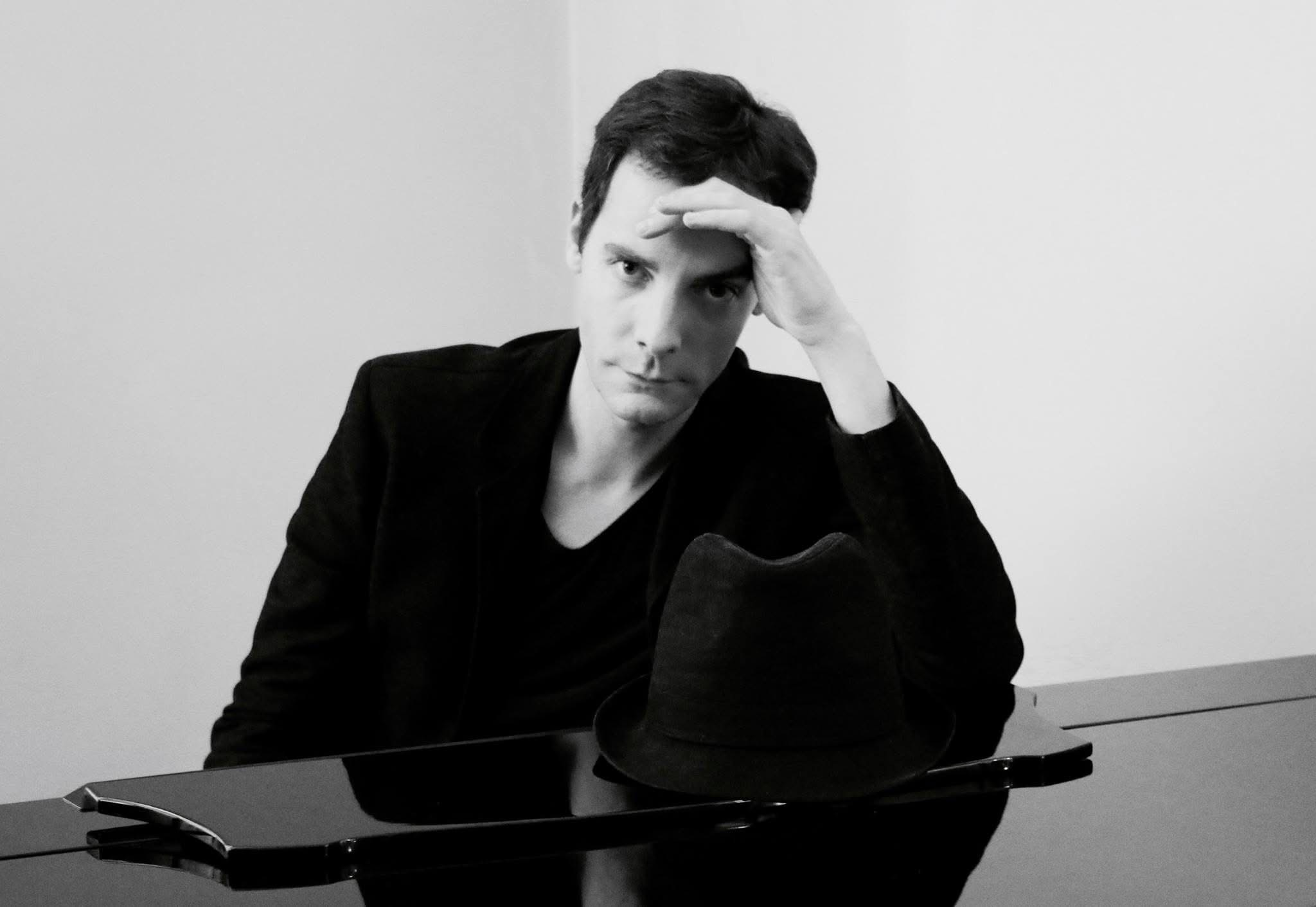
Mathieu Rosaz en 2016

## Biographie
Mathieu Rosaz débute en 1994 dans l’école de chant et variétés créée par Alice Dona. Il y suit les ateliers d'écriture de Claude Lemesle.
En 1996, Mathieu Rosaz crée le spectacle musical humoristique "La Chose qui arrive"qui sera joué dans divers petits lieux de la capitale tels que le Pari's Aller-Retour, le Loup du Faubourg, le Café chantant de la Mainate et le Piano Zinc.
En 1997 et 1998, il suit les des cours de théâtre de Dominique Viriot. Il écrit et crée sur la scène du Bec Fin à Paris, une pièce musicale intitulée "Les confessions de Frère Mathieu".
Le 24 novembre 1998, un an tout juste après la disparition de Barbara, Mathieu Rosaz entame avec deux complices Agnès Ceccaldi et Ulrich Corvisier les représentations d'un spectacle en hommage à Barbara qui reçoit un accueil chaleureux de la part du public et de la critique,. Mathieu Rosaz poursuivra en solo l'hommage en publiant deux albums consacrés à Barbara : Mathieu Rosaz chante Barbara en 2002 (prix coup de coeur de l’Académie Charles Cros) puis Vivants Poèmes - Mathieu Rosaz chante Barbara en 2013. Entre 2002 et 2016, Il donnera de nombreuses représentations de ce spectacle, s'accompagnant au piano, avec la complicité de Michel Glasko à l'accordéon. À Paris à La Maroquinerie, au Théâtre du Renard pour deux séries de concerts en 2002 et 2004, au Théâtre du Palais-Royal en 2003, à l'Espace Kiron en 2012, au Vingtième Théâtre en 2013, ainsi que dans de nombreuses villes de France. Il se produira aussi en Suisse, au Japon, au Canada.
Mathieu Rosaz sort parallèlement plusieurs albums comprenant de nombreuses chansons originales: Je préfère les chansons tristes... en 2005, La tête haute quitte à me la faire couper ! en 2009,, Oh les beaux rêves en 2016,.
En 2011, le clip de sa reprise rock du succès de Patricia Carli « Demain tu te maries (Arrête, arrête) » où il apparaît en robe de mariée fait le buzz sur internet,.
Entre 2009 et 2012 il réalise plusieurs interviews en tant que journaliste, notamment pour le site Internet Charts in France devenu Pure Charts, en interrogeant de nombreuses figures féminines de la chanson telles que Véronique Sanson, Sylvie Vartan, Jeanne Mas, Nicole Croisille, Kim Wilde, etc.
En 2016 et 2017, Mathieu Rosaz crée à Paris au Théâtre Essaïon Ex-Fan des 80's,, un spectacle dans lequel il reprend à sa manière les tubes de chanteuses féminines apparues dans les années 1980,. Deux albums qui sortiront sur les plateformes en 2017 et 2021 seront consacrés à ce répertoire,.
Mathieu Rosaz ne se produit plus sur scène depuis 2017 mais continue d'enregistrer régulièrement des albums et EP disponibles sur toutes les plateformes d'écoute : Attirances (EP) en 2021, Michel Berger, autrement (album) en 2022, Calm & relax (album instrumental) en 2023, Métempsycose (EP) en 2024.
Parallèlement à la musique, Mathieu Rosaz développe depuis 2018 une activité dans le domaine du bien-être et de l'esthétique.

## Discographie

### Albums studios
2002 : Mathieu Rosaz chante Barbara (21 titres)
2005 : Je préfère les chansons tristes... (21 titres)
2009 : La tête haute quitte à me la faire couper ! (14 titres)
2013 : Vivants poèmes - chante Barbara (volume 2) (18 titres)
2017 : Ex-Fan des 80's (15 titres)
2021 : Ex-Fan des 80's (volume 2) (15 titres)
2022 : Michel Berger, autrement (14 titres) 
2023 : Calm and relax (instrumental) (14 titres)

### Albums live
2001 : Empreintes publiques (17 titres)

### EP
2016 : Oh les beaux rêves (7 titres)
2021 : Attirances (5 titres)
2024 : Métempsycose (4 titres)

### Singles
- 2024 - Nu au soleil : reprise de la chanson de Brigitte Bardot sortie en 1970
- 2011- Demain tu te maries (arrête, arrête...) : reprise du titre Demain tu te maries (arrête, arrête, ne me touche pas) de Patricia Carli avec le groupe Sex Assets & Waste Management
- 2007 - J'y étais pas : avec le collectif Les Marguerites contre Alzheimer initié par Thierry Cadet et Cédric Barré [39]

## Filmographie

### Cinéma
- 1999 : Recto-verso de Jean-Marc Longval : le prêtre[40]

## Prix et distinctions
- Avril 1999 : Prix du public et le Prix du jury au tremplin " Vive la reprise " du Centre de la chanson
- Décembre 1999 : Prix d'interprétation au concours Utopia de Besançon.
- 2003 : Prix "Coups de cœur chanson" de l'Académie Charles Cros pour l'album Mathieu Rosaz chante Barbara paru en 2002[41]